# Catching Tales
Catching Tales is het vierde studioalbum van jazz-zanger Jamie Cullum. Het album werd op 26 september 2005 in het Verenigd Koninkrijk en in de Verenigde Staten op 11 oktober uitgegeven op cd door Candid Records, UJC (Universal Classics and Jazz) en Verve Records en duurt 60 minuten en 28 seconden. De genres zijn smooth jazz, powerpop en blue-eyed soul.

## Tracks
1. "Get Your Way" (Allen Toussaint, Jamie Cullum, Dan Nakamura) – 4:01
2. "London Skies" (Cullum, Guy Chambers) – 3:43
3. "Photograph" (Cullum) – 5:47
4. "I Only Have Eyes for You" (Al Dubin, Harry Warren) – 3:58
5. "Nothing I Do" (Cullum) – 5:03
6. "Mind Trick" (Cullum, Ben Cullum) – 4:05
7. "21st Century Kid" (Cullum) – 4:00
8. "I'm Glad There Is You" (Jimmy Dorsey, Paul Mertz) – 4:09
9. "Oh God" (Cullum, Guy Chambers) – 3:38
10. "Catch the Sun" (Jimi Goodwin, Jez Williams, Andy Williams) – 3:46
11. "7 Days to Change Your Life" (Cullum) – 5:37
12. "Our Day Will Come" (Mort Garson, Bob Hilliard) – 3:55
13. "Back to the Ground" (Cullum, Ed Harcourt) – 4:37
14. "Fascinating Rhythm" (George Gershwin, Ira Gershwin) – 4:49
15. "My Yard" (Cullum, B. Cullum, Teron Beal) – 4:09

De Amerikaanse, Nederlandse en de Franse versie bevatten het nummer "Fascinating Rhythm" niet. Wel bevat de Nederlandse editie een bonus-cd, met de nummers "All at sea" en "Everlasting love".

### Bonus-cd
1. "All at sea", (Cullum)
2. "Everlasting Love", (Buzz Cason en Mac Gayden)

## Medewerkers
- Jamie Cullum - Moog-synthesizers, gitaar, piano, zang, percussie, xylofoon, elektronica, programmering, beats, hammondorgel, rhodes, omnichord en wurlitzer
- Dan Nakamura - programmering, beats en magie
- James Gadson - drums
- John Heard - akoestische bas
- Merlo Podlewski - bas
- Ian Thomas - drums en percussie
- Sebastiaan de Krom - drums en achtergrondgeluiden
- Ben Cullum - bas, zang en achtergrondzang
- Geoff Gascoyne - akoestische bas
- Terri Walker - achtergrondgeluiden
- Isabella Cannell - achtergrondgeluiden
- Joel Priest - achtergrondgeluiden
- Mark Emms - achtergrondgeluiden
- Alan Barne - altsaxofoon
- The London Session Orchestra

## Productie
De producers van Catching Tales waren Stewart Levine en Dan the Automator